# Domenico Anderson
Domenico Anderson (Roma, 1854 – Roma, 1938) è stato un fotografo italiano di origine britannica.

## Biografia
Figlio del fotografo inglese James Anderson (1813-1877), uno dei pionieri della fotografia a Roma, Domenico Anderson proseguì con successo l'attività del padre e stabilì infine il suo studio in via Salaria 7. Realizzò campagne fotografiche in tutta Italia e produsse una preziosa documentazione sul patrimonio storico artistico del paese e sui paesaggi. Viaggiò inoltre anche all'estero, in particolare in Spagna e in Inghilterra.
Si dedicò anche alla fotografie di opere scultoree.
I figli Alessandro, Giorgio e Guglielmo continuarono l'opera del padre fino al 1963, quando l'intero archivio, costituito da oltre 30 000 negativi su lastra di vetro, entrò a far parte della collezione Fratelli Alinari di Firenze.

## Galleria d'immagini

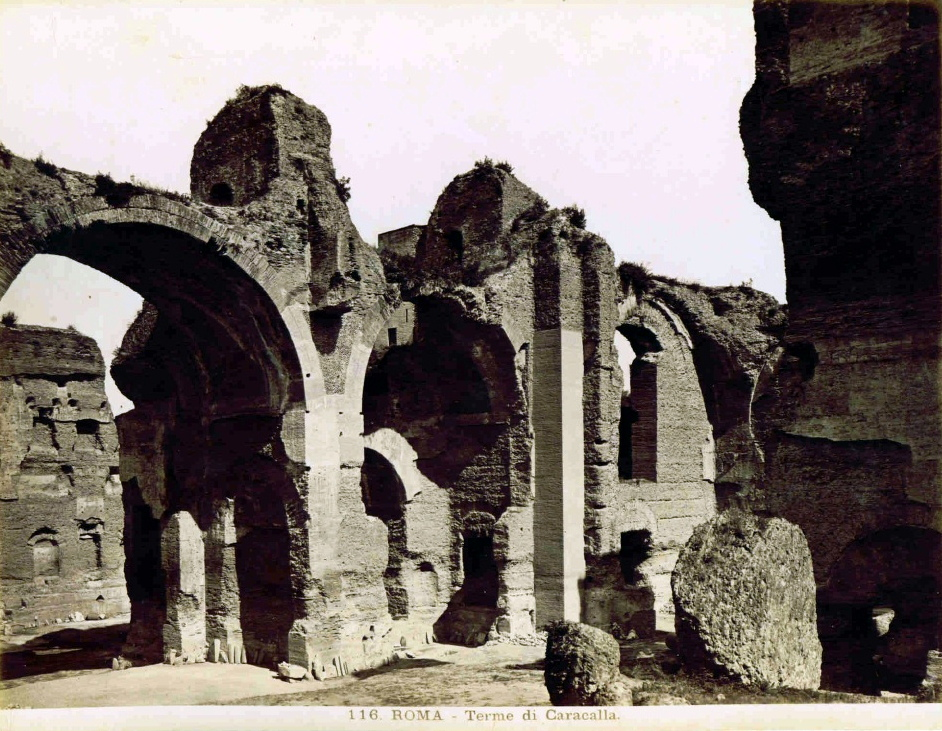
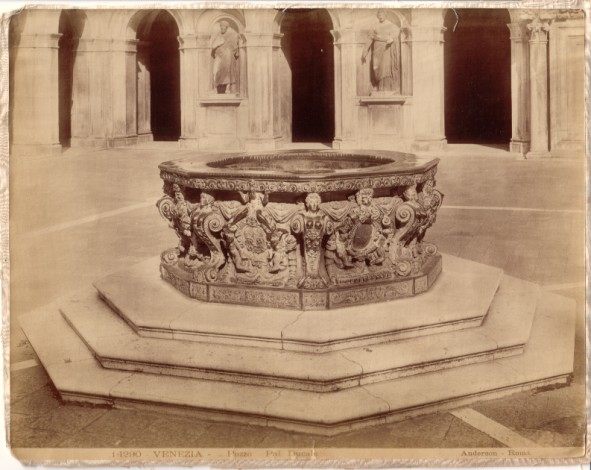
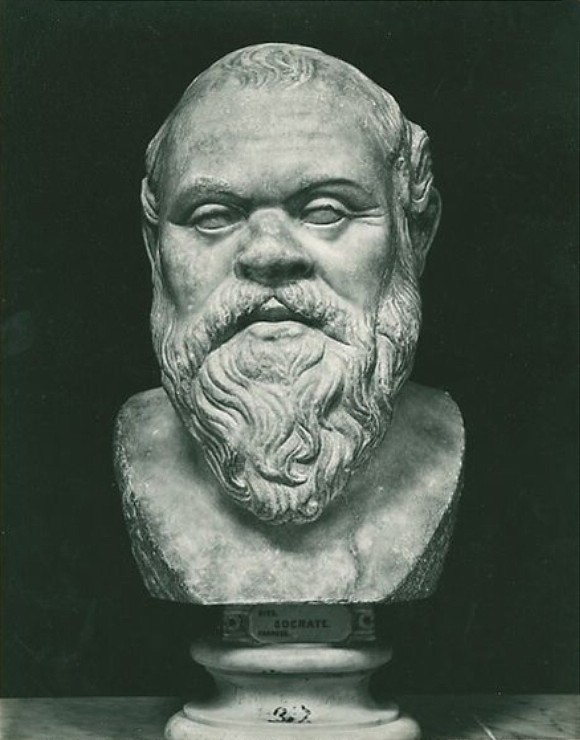
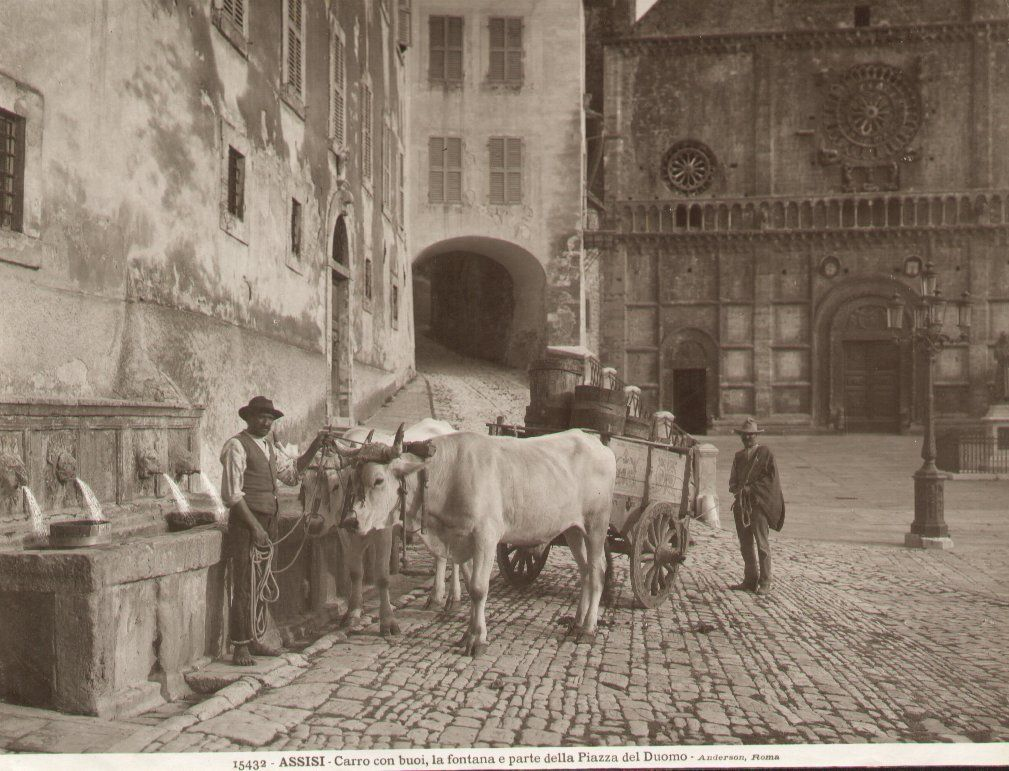